# 奇亞爾哈克山 (薩亞馬省)
18°7′37″S 68°23′11″W / 18.12694°S 68.38639°W
奇亞爾哈克山（Ch'iyar Jaqhi），是玻利維亞的山峰，位於該國西部奧魯羅省的薩亞馬省，處於亞雷塔尼山和萬卡拉尼山西北面，屬於安第斯山脈的一部分，海拔高度5,000米。